# Frères de Saint-Jérôme-Emilien
Les Frères de Saint-Jérôme-Emilien (en latin : Congregatio Sancti Hieronymi Aemiliani) forment une congrégation laïque masculine de droit diocésain. Sa vocation est le soin des malades psychiatriques et la scolarisation de la jeunesse. Elle fait partie de la Famille des Clercs réguliers de Somasque.

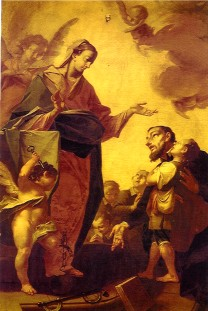
Saint Jérôme Emilien, devant la Sainte Vierge (tableau de).

## Histoire
C'est en 1813 que la nécessité de construire un orphelinat à Saint-Nicolas en Flandre-Orientale (Belgique actuelle) se fait jour. Une commission est érigée et elle achète en 1826 une maison qui est inaugurée en septembre 1827. Des malades mentaux y sont installés à partir de 1835; Mgr Louis-Joseph Delebecque lui adjoint une communauté de jeunes gens sous la forme d'institut religieux afin de s'en occuper.
L'institut prend comme patron saint Jérôme Emilien, qui avait fondé au XVIe siècle des orphelinats dans le Nord de l'Italie. La nouvelle congrégation voit sa règle approuvée en 1839 à Saint-Nicolas. Les premières écoles gratuites sont ouvertes en 1841, tandis que la première maison de soins pour malades psychiatriques est construite en 1852. Le premier internat est quant à lui ouvert en 1856. D'autres maisons de soins psychiatriques sont inaugurées à partir de 1857 à Deinze, Poperinge, Hamme, Gand et Borgloon.
Une maison en tant que couvent est bénie en 1870 ; d'autres établissements de soins et d'enseignement sont ouverts par la suite. En 1946, la congrégation des Frères de Saint-Jean-de-Dieu fondée par Pierre-Joseph Triest fusionne avec eux.

## Activités et diffusion
Les frères de Saint-Jérôme-Emilien se consacrent aux soins des malades en particulier des personnes souffrant de troubles psychiatriques et des personnes handicapées, ainsi qu'à l'éducation.
Ils sont présents en Belgique.

## Établissements d'enseignement actuels
- Institut Emiliani[2] à Lokeren
- École primaire et secondaire[3]
- École secondaire Humaniora[4]
- Institut Isidorus[5]
- École secondaire Steneke Broederschool[6]
- École technique Institut Isidorus[7]

## Centres de soins
- Vzw Pro Mente Dibrosi[8]
- Centre psychiatrique Centrum Sint-Hiëronymus[9]
- Centres psychiatriques Centrum Sleidinge et Sint-Jan de Deo[10]
- Centre Emiliani vzw de Lokeren[11]
- Pro Mente, centre d'hébergement pour malades mentaux[12]

## Expertise de service et de soutien
- Réseau Hiëronymus vzw[13].